# 約定 (麥可·傑克森專輯)
《約定》（Got to Be There）是美國歌手麥可·傑克森的第一張錄音室專輯，於1972年1月24日由摩城唱片發行。此專輯發行時，麥可·傑克森尚為傑克森五人組的成員。
專輯的同名單曲〈Got to Be There〉釋出後登上Billboard Hot 100第四位，另一隻單曲〈Rockin' Robin〉登上榜單第二位。2013年《約定》獲美國唱片業協會（RIAA）認證為黃金唱片。
1. ↑  . All Media Guide / Billboard.   [2010-03-01].
2. ↑  . AllMusic.   [June 17, 2014].